# إنريكي توريس (مجدف)
إنريكي توريس هو مجدف كوبي، ولد في 1938.

## وصلات خارجية
- إنريكي توريس على موقع الاتحاد الدولي للتجديف (الإنجليزية)
- إنريكي توريس على موقع أوليمبيديا (الإنجليزية)